# 도고정 (돗토리현)
도고정(東郷町)은 돗토리현의 중부, 도하쿠군에 위치했던 정이다.

## 역사
남북조 시대에는 야마나씨, 난조씨에 의해 지배를 받은적이 있었다. 게이초 5년(1600년)에는 세키가하라 전투로 개역될 때까지 아마코씨, 모리씨 등과 세력 다툼을 벌였다.
- 1953년 4월 1일 - 도고마쓰자키정, 도네리촌, 하나미촌이 합병해 성립하였다.
- 2004년 10월 1일 - 하와이정, 도마리촌과 합병해 유리하마정이 성립하였다.. 동일 도고정은 폐지되었다.

## 교통

### 철도
- 서일본 여객철도 산인 본선